# Sevenhampton (Gloucestershire)
Sevenhampton é uma paróquia e aldeia do distrito de Cotswold, no condado de Gloucestershire, na Inglaterra. De acordo com o Censo de 2011, tinha 333 habitantes. Tem uma área de 11,62 km².